# تیم ملی کانوپولوی زیر ۲۱ سال مردان ایران
تیم ملی کانوپولو زیر ۲۱ سال مردان ایران یک تیم بین‌المللی کانوپولو مردان جوان است که از طرف ایران در رقابت‌های بین‌المللی شرکت می‌کند.

## تورنومنت‌ها

### قهرمانی آسیا
| ۲۰۱۳  | قهرمان     |  |  |  |  |
| ۲۰۱۵  | نایب‌قهرمان |  |  |  |  |
| مجموع | ۲/۲        |  |  |  |  |